# 1126 Otero
1126 Otero este un asteroid din centura principală, descoperit pe 11 ianuarie 1929, de Karl Reinmuth.